# Col des Mosses
Col des Mosses är ett bergspass i Schweiz vid Les Mosses. Det ligger i distriktet Aigle och kantonen Vaud, i den sydvästra delen av landet, 70 km söder om huvudstaden Bern. Col des Mosses ligger 1 445 meter över havet.
Vandringsleden Alpine Pass Route passerar genom Col des Mosses på vägen till Montreux.